# ابن خاتون العاملي
الشيخ محمد بن علي بن خاتون العاملي الطوسي الشهير بابن خاتون العاملي.
عالم دين شيعي، من أهل القرن الحادي عشر وكان من العامليين الذين هاجروا إلى بلاد إيران ونالوا بها مقامات سامية هو ابن أخت الشيخ البهائي.

## ولادته وسيرته
في ترجمته يقول السيد محسن الأمين في كتابه أعيان الشيعة ما معناه: لا سبيل للتأكّد ما إذا كان والده قد هاجر وتزوّج من أخت الشيخ البهائي في إيران فتكون ولادته فيها، أم أن والده قد تزوجها في جبل عامل فولد منها الشيخ محمد الذي هاجر إلى إيران في عصر خاله الشيخ البهائي.
اما السيد حسن الأمين فنسبه إلى قرية «جويا» العاملية وذكر له أبياتا شعرية في وصف «وادي الحجير» مما يعني أنه عاش زمنا في جبل عامل قبل هجرته إلى إيران. (وهذا أمر غير منطقي لما سيأتي لاحقا)
الثابت أنه عاش في إيران (في طوس) ودرس على الشيخ البهائي فترة، ثم رحل إلى بلاد الهند وتحديدا إلى حيدر آباد.
له صورة نادرة بلباسه الخاص موجودة في المتحف البريطاني في لندن.
لمع نجمه في بلاد الهند، فتولى الوزارة فيها في عهد السلاطين القطبشاهية (وقد كانوا من الشيعة).
كان من المقربين من السلطان محمد قطب شاه السادس وكان الأخير يرجع إليه في أمور الملك والملة وأسند إليه وظيفة منشئ الملك وهي تشبه سكرتارية البلاط.
بعد وفاة السلطان محمد قطب شاه، تولى الملك بعده السلطان عبد الله قطب شاة الملك السابع من سلسلة القطب شاهية فعظمه الملك الجديد غاية التعظيم واسند إليه منصب الصدارة العظمى وإمارة المملكة بأسرها سنة 1038 هـ (1628 م) وأعطاه لقب «بيشوا» ولقب «مير جملة» وهذان اللقبان من أعظم ما في الدولة في تلك الأيام وصار ملازما للبلاط في الأوقات الرسمية.

## مؤلفاته
له جملة من المؤلفات منها:
•	 تكميل الجامع العباسي
•	شرح الإرشاد
•	حاشية على الجامع العباسي.
•	ترجمة كتاب الأربعين: وهو نفس كتاب الأربعين حديثا لخاله الشيخ البهائي وقد ترجمه من العربية إلى الفارسية.

## شعره
ذكره السيد حسن الأمين في مستدركات أعيان الشيعة وقال: «من شعراء أواخر القرن الثالث عشر نذكر ابن قرية جويا الشيخ محمد علي خاتون، ويكفي هذا الشاعر أنه استوحى طبيعة بلاده في قصيدة جاءت كما نعبر عنه في هذا العصر ونطلبه من الشعراء وهو ذات وحدة في الموضوع.» انتهى كلام السيد حسن الأمين.
والغريب في كلام السيد حسن الأمين ذكره ابن خاتون في شعراء القرن الثالث عشر هجري وهذا ما يتنافى مع تاريخ وجوده في حيدر آباد (سنة 1038 هجرية)، إلّا أن يكون من ذكره السيد حسن الأمين شخصا مغايرا ولكن يحمل نفس الاسم.
على كلّ فقد أوحى «وادي الحجير» الجميل ونبعه وجدوله للشيخ محمد علي الخاتون بقطعة شعرية فكتب يقول:
```
    هذا الحجير فرو منه غليلا  واحبس ركابك في رباه طويلا
    نهر يزول صدى القلوب بمائه  فاق الفرات محاسنا والنيلا
    واد غدت فوق الغصون بدوحه  تشدو البلابل بكرة وأصيلا
    إن ضل قاصده الغداة طريقه  كان الأريج به عليه دليلا 
    واد سقته المعصرات وأمطرت  فيه الهتان المرزمات سيولا
    فلكم أقمنا للشباب بظله  أودا وكم فيه اتخذت مقيلا
    والروض باسمة هناك ثغوره  جر الندا من فوقهن ذيولا
```

## وفاته
تاريخ وفاته غير معلوم لكن الظاهر أنه توفي في زمان الملك عبد الله قطب شاه، ودفن في بلاد الهند في حيدر آباد وقبره هناك معروف جنب القصر الملكي القديم، وكذلك قبر زوجته.